# Johann Friedrich Kleemann
Johann Friedrich Kleemann (* 29. November 1729 in Tettenborn; † 12. August 1788 in Walkenried) war Pächter der Braunschweig-Wolfenbütteler Domäne Walkenried.

## Leben
Friedrich Kleemann war der Sohn von Johann August Kleemann (* 4. Dezember 1693 in Liebenrode, † 30. Oktober 1756 in Walkenried) und seiner ersten Ehefrau Anna Elisabeth geb. Schäfer (* 7. Februar 1698, † 26. August 1732 in Tettenborn). Johann August besaß ab etwa 1730 ein Gut in Tettenborn und hatte zugleich die Domäne Walkenried in Pacht, auf der er als Amtmann starb. Er wurde im nördlichen Kreuzgang des ehemaligen Klosters beigesetzt; an der Wand wurde ein großer Leichenstein angebracht. Daneben waren die Gräber seiner Tochter Henrietta († 1746, mit einem Leichenstein) und einer Totgeborenen (1753). Auch seine dritte Ehefrau Anna Sophie Magdalene geb. Stolle (* 22. Dezember 1714, † 14. Juli 1758) wurde dort beigesetzt. Von seinen 13 Kindern (aus drei Ehen) haben ihn sechs überlebt.
Vater und Sohn waren in der Bewirtschaftung der Domäne Walkenried sehr erfolgreich. In den Jahren der Teuerung 1770 bis 1772 zeigte sich Johann Friedrich, hieß es, als „ein wahrer Vater der Armen“; bei seinem Tod soll er „ein Besitzer einer Tonne Goldes etwa“ gewesen sein. Es ist ungewiss, was darunter genau zu verstehen ist; von extremem Reichtum ist in der Familienüberlieferung nichts bekannt.
Johann Friedrich starb als Oberamtmann. Er wurde „im Creutz-Gange unter seinem seeligen Herrn Vater begraben“. Die Domänenpacht ging auf seinen Sohn [5.] Ferdinand Friedrich über.

## Familie
Friedrich Kleemann heiratete am 25. April 1752 in Salza Marie Christine Nebelung (* 21. April 1736 in Salza, † 7. Januar 1826 in Nordhausen), Tochter des Freisassen Johann Christoph Nebelung und seiner Ehefrau Anna Catharina geb. Husung. Sie führte das ursprüngliche Stammbuch der Familie weiter. In der Ehe wurden zehn Kinder geboren, von denen neun das Erwachsenenalter erreichten:
[1.] Johann August Friedrich (* 8. September 1754 in Wiedigshof, † 27. November 1824 in Cönnern) studierte ab Oktober 1772 Jura in Göttingen. 1775 an der Regierung in Magdeburg beschäftigt, ab 1779 Berghüttenadministration in Berlin, ab Dezember 1782 am Oberbergamt in Rothenburg, zuletzt als Oberbergrat, Oberberg- und Amtsrichter. Heirat am 22. Februar 1784 mit der verwitweten Marie Katharine Drosien geb. Auerbach.
August war im Juni 1773 Mitgründer der Freimaurerloge Zum goldenen Zirkel in Göttingen. In Magdeburg bemühte er sich ab 1777 um die Gründung einer Loge Zu den drei Kleeblättern, die dann unter seiner Leitung in Aschersleben beheimatet wurde.
[2.] Johann Ernst Gottfried (* 22. Juli 1759 in Walkenried, † 20. September 1805 in Ebeleben) studierte ab Oktober 1779 Ökonomie in Göttingen. Er wurde Domänenpächter in Ebeleben, Heirat am 6. März 1783 mit Luise geb. Walther aus Benneckenstein.
Gottfried trat offenbar schon im September 1777 in die Freimaurerloge seines Bruders Zu den drei Kleeblättern ein. Bei Studienbeginn im November 1779 bat er als besuchender Bruder um Aufnahme in die Göttinger Loge Zum goldenen Zirkel und wechselte im Dezember 1782 zurück in die Ascherslebener Loge.
[2.1.] Johann Friedrich Ernst (* 18. April 1784, † 26. Juli 1810), führte die Domäne nach dem Tod des Vaters.
[2.2.] Wilhelm Johann Friedrich (* 22. April 1795,  † 12. Juni 1881) führte die Domäne in Ebeleben weiter, ⚭ 11. Mai 1818 mit [3.2.] Auguste.
[2.2.1.] Therese Wilhelmine Auguste (* 30. Dezember 1819, † 5. Juni 1905), verheiratet mit dem Baurat Carl Scheppig in Sondershausen.
[2.2.1.1. S] Marie Auguste Luise Scheppig (* 29. Januar 1844, † 30. Mai 1909 in Berlin), heiratete am 8. Januar 1867 den Gutspächter Conrad Zahn (* 19. März 1835 in Turowo, † 25. November 1887 in Sondershausen) in Oberspier.
[2.2.2.] Otto Wilhelm August (* 3. November 1825, † 30. Dezember 1896), verheiratet mit Louise geb. Hülsemann (* 12. Oktober 1834, † 22. Mai 1920), Tochter des Kreisgerichtsdirektors Wilhelm Friedrich Julius Hülsemann (* 5. November 1802 in Arnstadt, † 15. September 1883) in Sondershausen und seiner Ehefrau Natalie geb. Meinhardt.
[2.2.3.] Luise Wilhelmine Auguste (* 18. März 1827, † 20. April 1910), verheiratet mit dem Oberamtmann Robert Riemann (* 13. September 1824 in Großmehlra, † 6. August 1896 in Sondershausen)
[2.2.3.1. R] Hugo Riemann (* 18. Juli 1849 in Großmehlra, † 10. Juli 1919 in Leipzig) wurde ein bekannter Musikschriftsteller.
[2.2.3.2. R] Auguste Henriette Anna Riemann (* 1. Februar 1852 in Großmehlra, † 14. November 1924 in Erfurt) heiratete am 26. September 1873 den späteren Oberkonsistorialrat und Oberhofprediger Arnold Zahn (* 21. Mai 1842 in Turowo, † 16. Juni 1928 in Erfurt).
[2.2.3.2.1. Z] Michael Zahn (* 31. März 1880 in Ebeleben, † Oktober 1956 in Erfurt), Rechtsanwalt, heiratete 1908 Gertrud Hallensleben (* 27. September 1884 in Erfurt, † 23. März 1970 ebenda), eine Enkelin des Botanikers und Heimatforschers Thilo Irmisch.
[2.2.4.] Alfred Wilhelm August (* 14. Mai 1837 in Ebeleben, † 30. April 1908 in Wolfhagen), Domänenpächter in Witzleben und später in Elmarshausen, verheiratet mit Emilie geb. Hülsemann (* 28. September 1839 in Arnstadt, † 27. Juli 1917 in Obermittlau), Tochter von Wilhelm Hülsemann, einem Neffen des Kreisgerichtsdirektors W. F. J. Hülsemann, und seiner Ehefrau Mathilde geb. Maempel.
[2.3.] Charlotte Johanne Sophie (* 7. September 1796, † 19. April 1849 in Wasserthaleben) ⚭ Pfingsten 1819 mit [3.1.] Carl.
[2.4.] Ferdinand Johann Friedrich August (* 30. September 1798, † 28. September 1856 in Teuchern) erbte das Rittergut in Gundersleben, das sein Vater für die Mutter als Witwensitz erworben hatte.
[3.] Johann Carl Friedrich (* 20. August 1761 in Walkenried, † 9. Januar 1832 in Bernburg) besuchte ab April 1779 die Klosterschule Ilfeld und studierte ab Oktober 1780 Jura in Göttingen. Er wurde Geheimer Kammerrat beim Herzog von Anhalt-Bernburg. Heirat am 29. April 1788 mit Johanna Wilhelmine Reinhardt, der einzigen Tochter des Oberpfarrers Johann Christian Reinhardt (* März 1727, † 22. Mai 1794) in Staßfurt nahe Bernburg.
Carl trat während des Studiums in die Göttinger Freimaurerloge Zum goldenen Zirkel ein und wechselte 1784 in die Ascherslebener Loge Zu den drei Kleeblättern.
[3.1.] Johann Carl Friedrich (* 22. Juli 1793 in Bernburg, † 6. April 1866 in Sondershausen), Domänenrat in Wasserthaleben und Autor von landwirtschaftlichen Büchern ⚭ Pfingsten 1819 mit [2.3.] Charlotte.
[3.1.1.] Carl (* 5. Februar 1825, † 6. Januar 1885) Gutsbesitzer in Rüxleben, dann Pächter der Domäne in Kannawurf, Amtsrat. Mitbegründer der Zuckerfabrik Oldisleben.
[3.1.2.] Ottomar (* 5. Dezember 1828) übernahm 1864 die Domäne Wasserthaleben, 1884 Domänenrat. Mitbegründer der Zuckerfabrik Greußen.
[3.2.] Auguste (* 9. August 1796, † 21. September 1867 in Ebeleben) ⚭ 11. Mai 1818 mit [2.2.] Wilhelm.
[4.] Johann Ludwig Friedrich (* 25. Mai 1763, † 23. November 1833 in Großenehrich) besuchte ab April 1779 die Klosterschule Ilfeld; verheiratet mit Friederike geb. Winter (* 5. März 1766, † 15. Oktober 1822), Freigutbesitzer.
[4.1.] Johann Ludwig Friedrich Wilhelm (* 5. Juni 1797, † 1. Oktober 1866) verheiratet mit Johanne Christiane Caroline geb. Speck (* 24. Juni 1811, † 31. Oktober 1879). In der Ehe wurden 16 Kinder geboren, von denen elf das Erwachsenenalter erreichten.
[4.1.1.] Carl Ludwig August Martin (* 6. November 1829, † 16. Dezember 1909 in Arnstadt), Pfarrer in Marlishausen.
[5.] Johann Ferdinand Friedrich (* 21. Februar 1765, † 15. Dezember 1820 in Dessau), verheiratet mit Wilhelmine geb. Brauns (* 1765, † 10. April 1796). Übernahm die Domäne Walkenried von seinem Vater. Seine junge Frau starb nach der Geburt des zweiten Kindes und wurde im Kreuzgang des Klosters beigesetzt. Er verließ Walkenried und wurde 1796 Amtmann als Pächter der Domäne in Biendorf, zog später nach Dessau. Freimaurer.
[5.1.] Marie Ernestine Emilie (* 22. November 1794 in Walkenried, † 4. September 1852 in Nordhausen) heiratete am 4. August 1814 August Christian Krieger (* 16. März 1786, † 14. November 1843), Sohn von Thilo Krieger (1749–1831), dem Pächter der Domäne Straußberg, und seiner Ehefrau Conradine Auguste Louise geb. Eggert (1753–1820). Er war Amtsrat und Pächter auf dem Straußberg.
[5.1.1. K] Marie Auguste Hermine Krieger (* 20. Juli 1815 in Straußberg, † 24. Januar 1870 in Sondershausen). Heirat am 24. Juni 1838 mit Gustav Adolph Keyser (* 30. März 1807, † 29. August 1901). Keyser war ab 1862 Regierungschef von Schwarzburg-Sondershausen und wurde im August 1866 erblich geadelt. Die Ehe war kinderlos.
[6.] Johanna Marie Christine (* 21. Juli 1767), verheiratet mit Christoph Moritz von Egidy, starb in Dresden.
[7.] Johann Philipp Friedrich (* 11. Mai 1770, † 1828). Pächter des Gräflich von Hagenschen Ritterguts in Niedergebra, Amtmann; später in Großwenden. Heirat mit Dorothea Schloeßer.
[7.1.] Friedrich Eduard (* 14. März 1800 in Niedergebra, † 6. Januar 1886 in Mauderode). Heirat 1834 mit Amalie Quehl. Gutspächter von 1833 bis 1872 in Großenehrich; zog dann nach Nordhausen und später zu seinem Sohn Camillo.
[7.1.1.] Bruno Camillo (* 7. September 1836 in Großenehrich, † August 1901), Heirat am 8. Mai 1864 mit Luise Schlegel (* 14. August 1846). 1862 bis 1870 Pächter der Schwarzburger Domäne Numburg, kaufte dann das Rittergut Mauderode. Königlicher Ökonomierat. Ab 1893 Vorsitzender des landwirtschaftlichen Vereins der Goldenen Aue.
[7.2.] Johanna Emilie Friederike (* 3. Mai 1811, † 12. Februar 1883 in Bleicherode), Heirat am 17. Februar 1835 mit dem Pfarrer Karl Ludwig Schüler (1801–1893) in Lipprechterode.
[8.] Johann Friedrich Wilhelm (* 19. April 1772, † 6. April 1822 in Wettin) besuchte von August 1785 bis April 1791 die Klosterschule Ilfeld und studierte ab Mai 1791 Jura in Göttingen und dann in Halle. Er wurde 1794 Auskultator am Oberbergamt in Rothenburg und war ab 1796 am Bergamt in Wettin. Freimaurer.
[9.] Johanne Friederike Karoline (* 18. März 1779, † 27. Mai 1815 in Nordhausen) lebte nach kurzer Ehe bei ihrer Mutter in Nordhausen.
Mit dem Eintrag des Todes ihres jüngsten Kindes enden die Aufzeichnungen von Marie Christine geb. Nebelung.

## Nachweise
1. ↑  Genealogie 1898  S. 12ff.
2. ↑  Genealogie 1898 S. 8ff.
3. ↑  Die Sandsteinplatte (zusammen mit dem Unterteil 310 cm hoch) war schon 1914 so verwittert, dass sie nur durch historische Interpretation identifiziert werden konnte. (Karl Steinacker: Die Bau- und Kunstdenkmäler des Kreises Blankenburg. Wolfenbüttel 1922, S. 358; Reinboth S. 28f.)
4. ↑  Genealogie 1898 S. 11f.; Reinboth S. 58f. und 48.
5. ↑  Genealogie 1898 S. 8f.; Reinboth S. 59.
6. ↑  Leopold S. 393–395.
7. ↑  laut Kirchenbuch, zitiert in Reinboth S. 60.
8. ↑  Scheppig, Familie Kleemann, S. 4.
9. ↑  Die Nachkommen der  Kinder sind hier nur unvollständig angegeben.
10. ↑  Matrikel S. 199.
11. ↑  Genealogie 1898 S. 12.
12. ↑  Wirkner, Logenleben, S. 257f. und 603.
13. 1 2 3 4  Gerlach, Freimaurer, S. 603.
14. ↑  Genealogie 1898 S. 15ff.
15. ↑  Matrikel S. 247.
16. ↑  Wirkner, Logenleben, S. 245 und 603. Gerlach, Freimaurer S. 603 ist z. T. fehlerhaft.
17. ↑  Bei Scheppig, Familie Kleemann, S. 8, ist 1782 als Geburtsjahr angegeben; ein offensichtliches Versehen, das in die Genealogie 1898 und 1933 übernommen ist.
18. ↑  Genealogie 1898 S. 17ff.
19. ↑  Todesanzeige in Der Deutsche. Zeitung für Thüringen und den Harz 1905 Nr. 131.
20. 1 2  Sohn von Christian Zahn (* 22. Oktober 1800 in Wasserthaleben, † 11. Juli 1863 in Basedow) und seiner Ehefrau Rosalie von der Osten (* 1810, † 21. Januar 1896). Christian war das 6. Kind des Pfarrers Johann Gottlieb Zahn (1762–1845) in Wasserthaleben; er wurde Gutsbesitzer in Turowo im Kreis Samter und später Administrator in Basedow. (Pfarrerbuch S. 425; Todesanzeige für Christian in Der Deutsche. Sondershäuser Zeitung vom 16. Juli 1863, S. 672; für Rosalie ebenda 1896 Nr. 18.)
21. ↑  Heiratsangabe in Fürstlich Schwarzb. Regierungs- und Intelligenz-Blatt vom 20. Januar 1855, S. 34.
22. ↑  Todesanzeige in Der Deutsche. Zeitung für Thüringen und den Harz 1910 Nr. 92.
23. ↑  Todesanzeige in Der Deutsche. Zeitung für Thüringen und den Harz 1896 Nr. 184.
24. ↑  Die Genealogie 1898 S. 22 gibt fälschlich den 11. Mai 1853 an.
25. ↑  Todesanzeige in Der Deutsche. Thüringer Tageblatt 1924 Nr. 270.
26. ↑  Pfarrerbuch S. 423; Nachruf in Der Deutsche. Thüringer Tageblatt 1928 Nr. 141.
27. ↑  Der Deutsche. Zeitung für Thüringen und den Harz 1880, Nr. 77.
28. ↑  Genealogie 1898 S. 13 und 28.
29. 1 2  Programm Ilfeld 1853, S. 82.
30. ↑  Matrikel S. 254.
31. ↑  laut Pfarrerbuch der Kirchenprovinz Sachsen, Band 7, 2008 (ISBN 978-3-374-02139-0), S. 105. Er selbst schrieb sich Reinhart und bezeichnete sich als Kirchen-Inspektor und Pastor, z. B. in seiner Schrift Sitten-Lehrsprüche oder Moral des Salomo, Halle 1790. Digitalisat.
32. ↑  Wirkner, Logenleben S. 334 und 603.
33. ↑  Nachruf in Der Deutsche. Sondershäuser Zeitung vom 14. und 17. April 1866, S. 360 und 368.
34. ↑  Genealogie S. 30f.
35. ↑  Genealogie 1898 S. 35.
36. ↑  Genealogie 1898 S. 38f.
37. ↑  laut Pfarrerbuch S. 227.
38. ↑  Reinboth S. 61.
39. ↑  Genealogie 1898 S. 13.
40. ↑  Jochen Lengemann (Bearb.): Schwarzburg-Sondershausen und die Welt. […] Kurzbiographien. In: Residenzen im 19. Jahrhundert. Selbstzeugnisse […], Edition. Weimar 2004. ISBN 3-89807-055-7, S. 223–308. (hier: S. 258.)
41. ↑  Todes- und Geburtsangabe in Der Deutsche. Sondershäuser Zeitung vom 29. Januar 1870, S. 100.
42. ↑  Heiratsangabe in Fürstlich Schwarzb. Regierungs- und Intelligenz-Blatt vom 21. Juli 1838, S. 245.
43. ↑  Genealogie 1898 S. 43.
44. ↑  Genealogie 1898 S. [1] und 44.
45. ↑  Nachruf in Der Deutsche. Zeitung für Thüringen und den Harz 1901 Nr. 193.
46. ↑  Pfarrerbuch der Kirchenprovinz Sachsen Band 8, 2008, ISBN 978-3-374-02140-6, S. 75.
47. ↑  Programm Ilfeld 1853, S. 84.
48. ↑  Matrikel S. 331. Zusammen mit ihm war ab März 1788 auch Friedrich Ludwig Philipp Kleemann aus Werna auf der Klosterschule und dann in Göttingen, ein Sohn von Johann Friedrichs Halbbruder Anton Ludwig (Genealogie 1898 S. 11, Nr. 34 und 58).
49. ↑  Genealogie 1898 S. 14.
50. ↑  Scheppig stellte die „Notizen“ kurz nach dem Tod seines Schwiegervaters [2.2.] Wilhelm Kleemann unter Verwertung der handschriftlichen Überlieferung zusammen. Die Textpassagen in der Genealogie 1898 sind oft an Scheppigs Text angelehnt.
51. ↑  Diese erweiterte Auflage ist wesentlich für alle Daten nach 1897. Bezüglich älterer Daten der Hauptlinien gibt es einige Präzisierungen, aber auch neue Fehler. Die Personen-Nummern von 1898 sind mit wenigen Ausnahmen beibehalten.

| Personendaten    | Personendaten                         |
| ---------------- | ------------------------------------- |
| NAME             | Kleemann, Johann Friedrich            |
| ALTERNATIVNAMEN  | Kleemann, Friedrich                   |
| KURZBESCHREIBUNG | Oberamtmann auf der Domäne Walkenried |
| GEBURTSDATUM     | 29. November 1729                     |
| GEBURTSORT       | Tettenborn                            |
| STERBEDATUM      | 12. August 1788                       |
| STERBEORT        | Walkenried                            |